# Canthydrus notula
Canthydrus notula là một loài bọ cánh cứng trong họ Noteridae. Loài này được Erichson miêu tả khoa học đầu tiên năm 1843.